# Mark Arenhövel
Mark Arenhövel (* 1959 in Münster) ist ein deutscher Politikwissenschaftler mit den Forschungsschwerpunkten politische, Demokratie-, Transitions- und Transformationstheorie sowie Erinnerungs- und Geschichtspolitik. Er ist seit 2012 außerplanmäßiger Professor für Politische Theorie und Demokratieforschung an der TU Dresden.

## Leben
Arenhövel absolvierte ein Magisterstudium der Fächer Politikwissenschaft, Soziologie und Publizistik an der Westfälischen Wilhelms-Universität Münster und promovierte 1997 an der Justus-Liebig-Universität Gießen zum Thema „Transformation und Konsolidierung in Spanien und Chile. Strategien der Demokratisierung“ zum Doktor der Sozialwissenschaften (Dr. rer. soc.) 2002 habilitierte er ebendort zum Thema „Globales Regieren. Neubeschreibungen der Demokratie in der Weltgesellschaft“ und war in der Folge von 2005 bis 2010 als DAAD-Gastprofessor an der Sofioter Universität „Hl. Kliment Ohridski“ tätig. In dieser Zeit war er auch akademischer Direktor des Zentrums für Deutschland- und Europastudien ZEDES-Germanicum Sofia.
Seit 2012 ist Mark Arenhövel außerplanmäßiger Professor für Politische Theorie und Demokratieforschung an der Technischen Universität Dresden. Zunächst war er dort an der Professur für Politische Theorie und Ideengeschichte von Hans Vorländer tätig, ehe er im September 2016 die Vertretung der Professur für Internationale Politik nach dem Abgang von Eugénia da Conceição-Heldt bis zur Übernahme durch Anna Holzscheiter im Mai 2019 übernahm. Von April 2019 bis September 2021 vertrat er die Professur für Politische Theorie und Ideengeschichte, die zum Oktober 2021 von Nikita Dhawan übernommen wurde.

## Schriften (Auswahl)
Monografien
- Transition und Konsolidierung in Spanien und Chile: Strategien der Demokratisierung (Dissertation), Focus Verlag, Gießen 1998, ISBN 978-3-88349-463-0.
- Demokratie und Erinnerung: der Blick zurück auf Diktatur und Menschenrechtsverbrechen, Campus-Verlag, Frankfurt am Main/New York City 2000, ISBN 978-3-593-36588-6.
- Globales Regieren: Neubeschreibungen der Demokratie in der Weltgesellschaft (Habilitationsschrift), Campus-Verlag, Frankfurt am Main/New York City 2003, ISBN 978-3-593-37277-8.
- zusammen mit Anja Besand: Logbuch Politik: Du hast einen Auftrag!, Bundeszentrale für politische Bildung, Berlin 2014, ISBN 978-3-8389-7101-8.

Herausgeberschaften
- zusammen mit Uta George:  Lateinamerika: Kontinent vor dem Morgengrauen: Nachdenken über ein schwieriges Verhältnis Lateinamerika und Deutschland, Unrast Verlag, Münster 1992, ISBN 978-3-928300-07-0.
- zusammen mit Maja Razbojnikova-Frateva und Hans-Gerd Winter: Kulturtransfer und Kulturkonflikt, Thelem, Dresden 2008, ISBN 978-3-939888-97-0.
- zusammen mit Olaf Sanders und Anja Besand: Ambivalenzwucherungen: Breaking Bad aus bildungs-, kultur- und sozialwissenschaftlichen Blickwinkeln, Herbert von Halem Verlag, Köln 2016, ISBN 978-3-86962-183-8.
- zusammen mit Olaf Sanders und Anja Besand: Wissenssümpfe: die Fernsehserie "True Detective" aus sozial- und kulturwissenschaftlichen Blickwinkeln, Springer Fachmedien Wiesbaden, Wiesbaden 2017, ISBN 978-3-658-13589-8.
- zusammen mit Olaf Sanders und Anja Besand: Väter allerlei Geschlechts: Generationenverhältnisse und Autoritätsfiguren in Fernsehserien, Springer Fachmedien Wiesbaden, Wiesbaden 2017, ISBN 978-3-658-16424-9.